# Бадыраа, Сергей Иванович
Бадыраа Сергей Иванович (26 февраля 1950, Тоора-Хем Тоджинского района) — композитор, преподаватель, автор учебных пособий, редактор сборников песен тувинских композиторов, заслуженный работник культуры Республики Тыва (2000).

## Биография
Сергей Иванович Бадыраа родился 26 февраля 1950 года в селе Тоора-Хем Тоджинского района в аратской семье. В 1968 году, после окончания Тоора-Хемской средней школы работал в разных местах Тоджинского и Тандинского районов, плотником-бетонщиком на комбинате «Тувакобальт». Учился несколько месяцев в Детской музыкальной школе, в классе баяна на вечернем отделении. В 1969 году поступил в Кызылское музыкальное училище.
Огромную роль в становлении будущего композитора сыграл Иван Григорьевич Минин, ставший для Сергея Бадыраа не только учителем по классу балалайки, но и настоящим кумиром в области оркестровки народных инструментов.
В 1973 года, после окончании училища, был направлен преподавателем в Сарыг-Сепскую детскую музыкальную школу. С 1977 по 1984 год работал в Тоора-Хемской Детской музыкальной школе педагогом, затем директором. С 1984 по 1987 год преподавал в филиале Бай-Хааксой Детской музыкальной школе в селе Кочетово. Он — создатель фольклорного ансамбля «Конгургай», был художественным руководителем. С 1986 по 1991 год заочно учился и закончил народное отделение Восточно-Сибирского государственного института культуры (ВСГИК). С 1987 по 1991 год работал заведующим музыкального сектора при Республиканском научно-методическом центре народного творчества и культурно-просветительской работы, с 1991 по 1993 год — музыкальным руководителем ансамбля «Саяны» при Тувинской государственной филармонии. С 1993 по 1996 год — научный сотрудник Международного центра «Хоомей» под руководством З. К. Кыргыс.
С 1996 по 2014 гг. С. И. Бадыраа преподавал в Кызылском училище искусств, подготовил хрестоматию по обучению игре на тувинском национальном инструменте дошпулуур, а также учебное пособие «Методические рекомендации по обучению хоомея». Как авторитетный деятель музыкального искусства С. И. Бадыраа входит в состав Государственной комиссии по именным премиям Председателя Правительства Республики Тыва в области литературы и искусства.
Его первая песня «Авамга», на слова Чаш-оола Куулара появилась, когда автору было 24 года. Популярные песни в 80-90 годы «Дангына», «Тыва оолга». В 1993 году был принят в члены Союза композиторов России, а с 1998 года по 1999 год возглавлял Союз композиторов Тувы. В 2004 году композитор участвовал в конкурсе Председателя Правительства РТ по созданию оперного произведения. Его проект — «Буян-Бадыргы» был признан экспертной комиссией национальным музыкальным спектаклем и рекомендован к постановке в театре.
Он — редактор сборников «Эглип келир куштарым», «Белек», «Песни самодеятельных композиторов Тувы», «Чалыы чурээм доюлдурду», участник и победитель республиканских радиоконкурсов «Лучшая песня года» (1993, 1994), автор учебного пособия "Методические рекомендации по обучению «Хоомея», заслуженный работник культуры Республики Тыва, победитель в конкурсе по созданию Гимна города Кызыла.

## Награды и звания
- победитель республиканского радиоконкурса «Лучшая песня года» (1993)
- победитель республиканского радиоконкурса «Лучшая песня года» (1994)
- Заслуженный работник культуры Республики Тыва (2000)
- победитель в конкурсе по созданию Гимна города Кызыла (2007)

## Сочинения
- песня «Авамга»
- песня «Дангына»
- песня «Тыва оолга»
- музыки к хореографическим постановкам «Тоджинская сюита», «Урянхай», «Матпадак»
- пьеса «Воспоминание»
- музыкальная сказка «Балыкчы Багай-оол»
- песня «Бодаганым»
- песня «Салгынчыгаш»
- песня «Шончалайым» и др.

## Примечание
1. 1 2  Карелина, Е. И. И растет талант / Е. Карелина // Тув. правда . — 2000. — 7 марта.
2. 1 2  Композиторы Тувы : биобиблиограф. указ. /НБ им. А. С. Пушкина Респ. Тува, отдел литературы по искусству; сост.: Т. В. Багудинова, Е. Ю. Шабаева. — Кызыл, 2007. — 116 с.
3. ↑  Архивированная копия. Дата обращения: 4 декабря 2017. Архивировано из оригинала 16 декабря 2017 года.